# František Ondříček

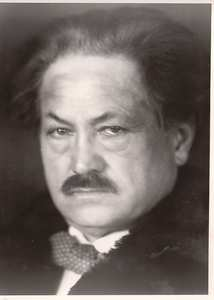
František Ondříček

František Ondříček (* 29. April 1857 in Prag, Kaisertum Österreich; † 12. April 1922 in Mailand) war ein tschechischer Geiger und Komponist.

## Leben
František Ondříček entstammte einer musikalischen Familie. Sein Großvater Ignác Ondříček (1807–71) war ein aktiver Amateurmusiker, sein Vater war der Geiger und Dirigent Jan Ondříček. Auch seine Brüder Emanuel und Stanislav Ondříček wurden als Geiger bekannt. František Ondříček hatte ab dem sechsten Lebensjahr Violinunterricht am Prager Konservatorium bei Anton Bennewitz. 1877–78 studierte er am Conservatoire de Paris bei Lambert Massart.
1879 wurde Ondříček Sologeiger bei den Concerts Pasdeloup. Am 14. Oktober 1883 spielte er in Prag die Uraufführung von Antonín Dvořáks Violinkonzert. Er gab dann Konzerte in London, Budapest und Wien, reiste durch Russland und Nordamerika und wurde als Ehrenmitglied des London Philharmonic Orchestra und der Accademia Santa Cecilia in Rom ausgezeichnet. Von 1907 bis 1911 leitete er als Primarius das Ondříček-Quartett, ein anderes Quartett, das 1921 von Absolventen des Prager Konservatoriums mit Jaroslav Pekelský als Primarius gegründet wurde, erhielt mit seiner Genehmigung 1922 den gleichen Namen.
1909 veröffentlichte er mit Siegfried Mittelmann die Neue Methode zur Erlangung der Meistertechnik des Violinspiels auf anatomisch-physiologischer Grundlage. Von 1910 bis 1915 leitete Ondrícek das Neue Wiener Konservatorium, nach dem Ersten Weltkrieg leitete er am Prager Konservatorium eine Meisterklasse für Violine.

## Werke
- Danses bohêmes, 1891
- Fantasie über Motive v. Smetana «Die verkaufte Braut», 1891
- Romanze, 1892
- Klagendes Gedenken, 1895
- Skocná, 1895
- Fantaisie sur des motifs de l'opéra «La vie pour le czar» de Glinka, 1900
- Nocturne, 1902
- Scherzo capriccioso, 1902
- Dumka pour piano, 1906
- Concerto, 1906
- Rhapsodie Bohême, 1907
- Valse triste, 1914
- Wiegenlied, 1914

## Schriften
- Elementarschule des Violin-Spiels nach neuem System und auf wissenschaftliche Grundlage, Leipzig, Peters 1909
- Neue Methode zur Erlangung der Meistertechnik des Violin-Spiels auf anatomisch-physiologischer Grundlage. Finger- u. Bogentechnik,  Leipzig, Peters 1909
- Griffsicherheit. 141 Übungen. Methode zur Verhütung u. Behandlung des Violin-Spielerkrampfes, Leipzig, Peters 1912; 1916
- Mittelstufe des Violin-Spiels nach neuem System u. auf wissenschaftliche Grundlage, Leipzig, Peters 1916